# Лука Аскани
Лука Аскани (итал. Luca Ascani; рођен 19. јуна 1983. у Лорету у округу Анкона у регији Марке, Италија) је италијански професионални бициклиста. Бициклизмом је почео професионално да се бави 2005. године. Возећи за италијански тим „Хотели Аурум“, 2007. године је условно кажњен након допинга на две године забране такмичења. Победник је традиционалне бициклистичке трке Кроз Србију 2010.

## Биографија
Лука Аскани је почео своју каријеру професионалног спортисте 2005. године возећи у тиму „Натурино - Сапоре ди Маре“. Тада је постигао и први успех у трци око језера Ћингхај у Кини. У мају 2007, је возио за екипу под називом „Хотели Аурум“ од почетка сезоне. У 2007. години у Шампионату Италије у трци на хронометар тестиран је позитивно на ЕПО, након чега је уследило искључење. Прво место је припало Марку Пинотију. Лука Аскани је суспендован на две године од стране италијанског олимпијског комитета.
Лука Аскани је победник 50. јубиларне Међународне трке „Кроз Србију“, након које је скромно изјавио: 
Поносан сам, али много ми је помогао тим, цела трка је била квалитетна и неизвесна, искористио сам шансу што сам у последњој етапи стартовао као носилац жуте мајце, јер сам у лакшој етапи контролисао трку. Допала ми се Србија одлична је била организација трке и долазим сигурно и идуће године.

## Награде
- 2005. године - 7. етапа на трци Тур око Ћингхај језера.
- 2007. године - 1. етапа и прво место у генералном пласману на трци Ђиро де Абруцо
- 2010. године - победник 50-те трке Кроз Србију.